# Artemidor Aristofani
Artemidor Aristofani (grec antic: Άρτεμίδωρος, llatí: Artemidorus), que portava el malnom d'Aristophanius i també el de pseudo-Aristophanius, perquè era deixeble del famós Aristòfanes de Bizanci a Alexandria, va ser un gramàtic grec. Era contemporani d'Aristarc de Samotràcia. Ateneu diu que va ser autor d'una obra titulada περὶ Δωρίδος, el contingut de la qual no queda clar. També cita una altra obra, λέξεις o γλῶσσαι ὀψαρτυτικαί, un diccionari de termes i expressions tècniques utilitzades en les receptes de cuina. També en parla la Suïda.